# Metapopolazione
In ecologia la metapopolazione è l'insieme delle popolazioni interconnesse geneticamente tra di loro a causa della migrazione di singoli individui tra diverse popolazioni. 
Se si considerano gli esemplari di una specie animale o vegetale che vivono in un certo territorio, la popolazione insediata in quell'area occupa gli habitat idonei, che possono essere fatti corrispondere alle patches ambientali (o tessere) che contengono tali territori. Tali patches possono essere separate tra di loro da porzioni di territorio in cui non sono presenti le condizioni idonee per quella specie. 
Quindi con il termine di metapopolazione si intende far riferimento all'insieme degli esemplari (animali o vegetali), che si rinvengono in un territorio divisi nelle singole patches, mantenendo però il concetto che la loro distribuzione sul territorio non è continua e che le singole subpopolazioni sono fisicamente separate tra di loro.